# Kék ég (film)
A Kék ég (Blue Sky) 1994-ben bemutatott amerikai filmdráma, Tony Richardson utolsó filmje. A film már 1991-ben elkészült, de az Orion Pictures anyagi gondokkal küzdött, ezért csak 1994-ben került a mozikba, amit Richardson már nem ért meg. A produkció egy Oscar- és egy Golden Globe-díjat nyert a legjobb női főszereplő kategóriában. Története igaz eseményeken alapul, a forgatókönyvíró, Rama Laurie Stagner életét és szüleinek, Gloria és Clyde Stagner viszonyát viszi vászonra.

## Cselekmény
|  | Alább a cselekmény részletei következnek! |

Hank Marshall (Tommy Lee Jones) mérnök az amerikai hadseregnél, és a radioaktivitást felügyeli a nukleáris teszteknél. Hank ellenzi a szabadtéri robbantgatásokat, és inkább a föld alatt javasolja a teszteket elvégezni, aminek kódneve Kék ég (Blue Sky). Beszámolóiban kivétel nélkül a tesztek veszélyeiről és következményeiről ír, ezért kiköltöztetik Hanket és családját Hawaiiról az alabamai katonabázisra.
Hank szeszélyes felesége, Carly (Jessica Lange) nem viseli jól a költözést, bezárva érzi magát az új környezetben. Ellenben idősebb lánya, Alex (Amy Locane) hamarosan összemelegedik Hank új felettesének fiával, Glenn-nel (Chris O’Donnell).
Carly egy partin hevesen flörtöl Hank főnökével, Johnson ezredessel, aki, hogy Hank ne zavarja őket, elküldi Hanket Nevadába egy másik teszt felügyelésére. Alex és Glenn rajtakapják Carlyt az ezredessel, és Alex kéri édesanyját, hogy mondja el az apjának, hogy viszonyt kezdeményezett. Ezalatt Hank két cowboyra lesz figyelmes Nevadában a teszt hatáskörében, és megpróbálja leállíttatni a kísérletet, de visszaküldik Alabamába. Hank a nyilvánosság elé akarja tárni az ügyet, de az ezredes leinti azzal, hogy megcsalta a felesége. Hank annyira kiborul, hogy pszichiátriára kerül. Mikor a felesége és a lányai meglátogatják két héttel később, szörnyű állapotban találják, és Carlyban felmerül a gyanú, hogy nem véletlenül van erősen begyógyszerezve.
Hazaérve kutakodni kezd a papírok között, és megtalálja Hank beszámolóját a két cowboyról. Két lányával együtt felkeresi a két férfit, akik látható sérüléseket szenvedtek a sugárzástól, és könyörög nekik, hogy tárják a nyilvánosság elé, azonban a cowboyok elutasítják. Ezért Carly lóra pattan, és a legközelebbi nukleáris teszt helyszínére igyekszik azzal a szándékkal, hogy átélje a cowboyok szerencsétlenségét, aztán a sajtóhoz forduljon, de nem éri el a területet, mert letartóztatják. A riporterek felfigyelnek az eseményre, és napvilágra kerül minden, Johnson ezredest felmentik, Hanket és Carlyt pedig elengedik. Hank felmond a hadseregnél, és egyetemen szeretne oktatni, ezért a család újra elköltözik.         
|  | Itt a vége a cselekmény részletezésének! |

## Szereplők
| Szerep                          | Színész          | Magyar hangja (1. szinkron) |
| ------------------------------- | ---------------- | --------------------------- |
| Carly Marshall                  | Jessica Lange    | Kovács Nóra                 |
| Henry „Hank” Marshall őrnagy    | Tommy Lee Jones  | Mihályi Győző               |
| Vincent „Vince” Johnson ezredes | Powers Boothe    | Barbinek Péter              |
| Vera Johnson                    | Carrie Snodgress | Csere Ágnes                 |
| Alexandra „Alex” Marshall       | Amy Locane       | N/A                         |
| Glenn Johnson                   | Chris O’Donnell  | N/A                         |
| Ray Stevens                     | Mitchell Ryan    | N/A                         |
| Mike Anwalt ezredes             | Dale Dye         | N/A                         |
| Ned Owens                       | Timothy Scott    | N/A                         |
| Lydia                           | Annie Ross       | N/A                         |
| Rebecca „Becky” Marshall        | Anna Klemp       | N/A                         |
| NATO katona                     | Matt Battaglia   | N/A                         |

további magyar hangok: Csondor Kata, Kardos Gábor, Uri István, Vadász Bea

## Kritika
A film 74%-os minősítést kapott 19 értékelés alapján a Rotten Tomatoeson. „Jones és Lange párosa megborzongat” – írta Rob Gonsalves a Rotten Tomatoeson. „Nem tudom elképzelni, miért porosodott a film ennyi ideig a polcon” – mondta Gleiberman az Entertainment Weeklyn utalva a három évvel későbbi megjelenésre. „A Kék ég politikai események, nosztalgia és érzelmek egyvelege, csoda, hogy ez mind belefér egy filmbe. És mégis működik.” – írta Roger Ebert kritikus.

## Díjak és jelölések
- Oscar-díj a legjobb női főszereplőnek – Jessica Lange
- Golden Globe-díj a legjobb női főszereplőnek – filmdráma: Jessica Lange
- Screen Actors Guild-díj: legjobb női főszereplő (jelölés) – Jessica Lange
- Sant Jordi-díj – Legjobb külföldi színésznő: Jessica Lange
- Young Artist Award: legjobb női mellékszereplő (jelölés) – Amy Locane és Anna Klemp